# Rock Scully
Rock Robert Scully (* 1. August 1941 in Seattle, Washington; † 16. Dezember 2014 in Monterey, Kalifornien) war ein US-amerikanischer Musikmanager. Von 1965 bis 1985 war er Manager der Band Grateful Dead.

## Biografie
Scully machte einen Schulabschluss in der Schweiz, wo sein Stiefvater zeitweise arbeitete. 1963 graduierte er am Earlham College in Indiana. Anschließend war er an der San Francisco State University. 1964 nahm er an Protesten gegen die Unterdrückung schwarzer Arbeiter teil und verbrachte 30 Tage im Gefängnis.
Scully begann, Tanzveranstaltungen zu organisieren. Er wurde Manager der Charlatans und Mitglied der Family Dog. 1965 übernahm er das Management von Grateful Dead, zumeist in einem Team von bis zu 30 Mitarbeitern. Er beschaffte der Band Auftritte – darunter das Monterey Pop Festival, das Woodstock-Festival und das, einem Vorschlag Scullys folgend mit ortsansässigen Mitgliedern der Hells Angels  überwachte Altamont Free Concert – und ihren ersten Plattenvertrag.
1984 wurde Scully wegen seiner Drogenprobleme von der Band entlassen. 1985 kehrte er für kurze Zeit zurück. Später besiegte er seine Drogenabhängigkeit und seinen Alkoholismus. Er zog nach Carmel, wo er sich um seine Mutter kümmerte und ein bürgerliches Leben führte. 1995 veröffentlichte er seine Erinnerungen an die Zeit mit Grateful Dead (siehe Literatur).
Rock Scully starb im Alter von 73 Jahren an Lungenkrebs. Er war zweimal geschieden, wobei zweifelhaft ist, ob die Ehen rechtmäßig gültig waren. Seine erste Frau Nicki Rudolph nannte sich Nicki Scully und machte Karriere als Schamanin. Seine zweite Frau Carolyne Christie heiratete später Roger Waters von Pink Floyd. Scullys Sohn Luke aus einer früheren Beziehung kam 2004 beim Tsunami in Thailand ums Leben.